# Duitse Jeugdbeweging

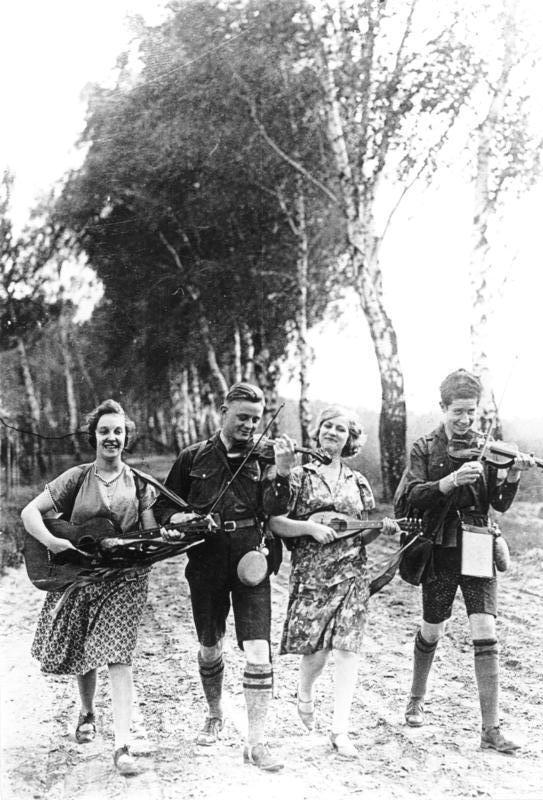
Leden van de Wandervogel musiceren in de buitenlucht.

De Duitse Jeugdbeweging (Duits: Jugendbewegung) is een overkoepelend begrip voor een grote, invloedrijke culturele en pedagogische beweging, die begon in 1896 en zijn bloeitijd had in de eerste drie decennia van de twintigste eeuw. Er vallen vele jongerenorganisaties onder, die zich met name richten op bezigheden in de buitenlucht. Tot de Duitse Jeugdbeweging worden onder meer gerekend de Wandervogel, de Duitse Jeugdmuziekbeweging, de Bündische Jugend ('de verenigde jeugd') en de Padvinderij. Rond 1938 waren er acht miljoen kinderen lid van een organisatie die onder de Jugendbewegung viel.

## Geschiedenis
In een tijd van industrialisering, eind negentiende eeuw, ontstond het ideaal om stadskinderen weer de natuur in te laten gaan. Dit ideaal kwam voort uit de Romantiek. Tot de idealen uit de Romantiek worden onder meer gerekend: een grote waardering voor de natuur, een nostalgische hang naar het verleden, het belang van vriendschap en groepsbinding en de waardering van de volkscultuur. Naast het de natuur in gaan (wandeltochten, bergwandelingen), kwamen deze idealen in de jongerengroepen tot uitdrukking door het zingen van oude volksliedjes, die de jeugd verbonden met het verleden en het groepsgevoel versterkten.
Naast de Romantiek had ook de filosoof Friedrich Nietzsche invloed op de Duitse Jeugdbeweging. Hij werd wel de "profeet van de Duitse Jeugdbeweging" genoemd.
De Duitse Jeugdbeweging werkte door op meerdere gebieden, zoals een vernieuwing in de pedagogiek, het naturisme en de reformbeweging.
De verschillende groeperingen waren oorspronkelijk geheel niet politiek betrokken. Na de Eerste Wereldoorlog begonnen er echter binnen de Bündische Jugend breuken te ontstaan door politieke betrokkenheid. Tussen 1933 en 1939 werden alle jongerenorganisaties gedwongen opgenomen in de Hitlerjugend of opgeheven; de beweging, die vanuit de jeugd zelf en zo vol idealen was begonnen, werd hiermee ongewild onderdeel van het nationaalsocialisme gemaakt. De groepen en organisaties die na de Tweede Wereldoorlog opnieuw werden opgericht, verkregen niet meer de betekenis die zij voor de oorlog hadden gehad.

## De Wandervogel

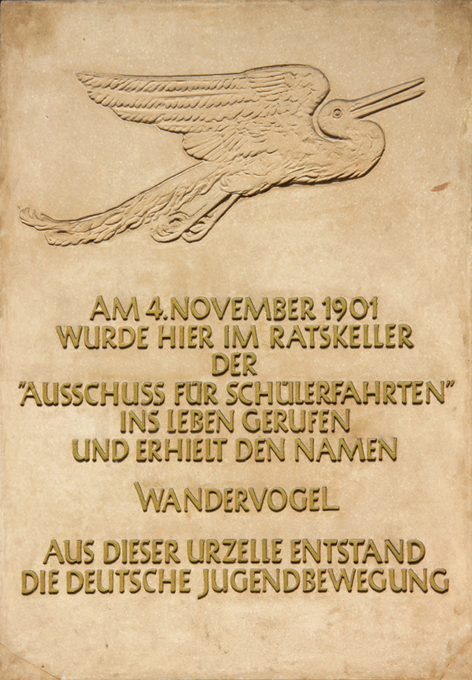
Herinneringsplaquette voor de oprichting van de Wandervogel in het raadhuis van Steglitz. De tekst luidt: "Op 4 november 1901 werd hier in de raadskelder de 'Commissie voor schoolreizen' in het leven geroepen en verkreeg de naam Wandervogel. Uit deze eerste groep ontstond de Duitse Jeugdbeweging".

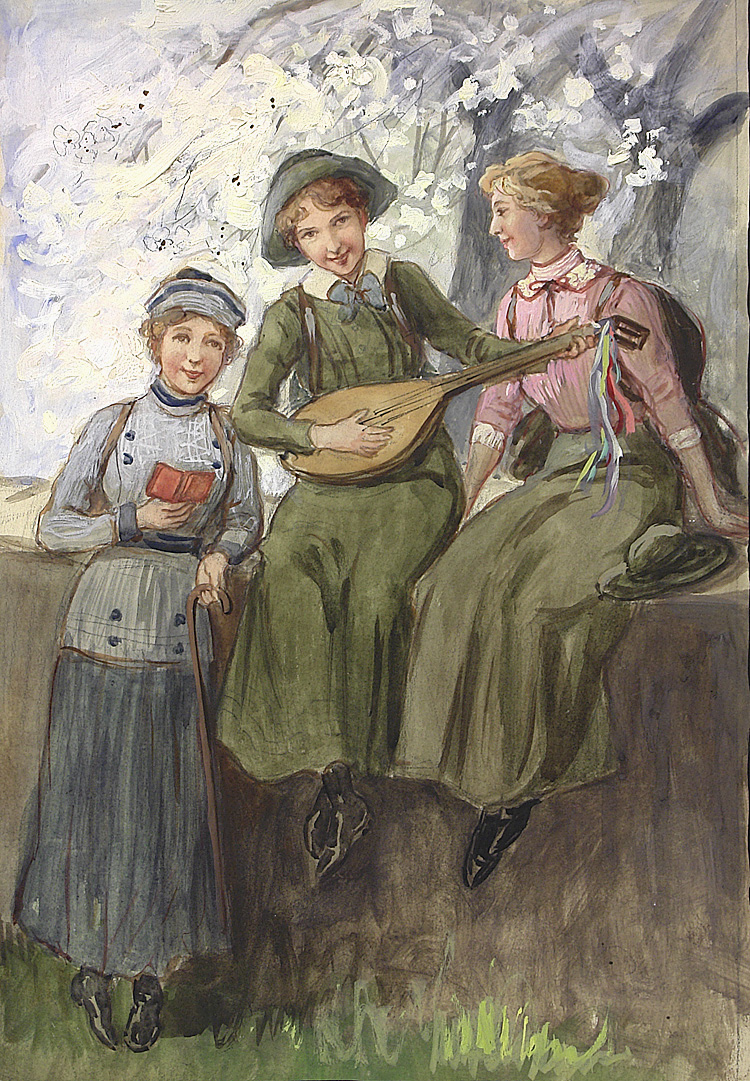
Drie meisjes musiceren in de natuur (begin 20e eeuw).

De Wandervogel ontstond in Steglitz (Berlijn) in 1896, waar student Hermann Hoffmann wandeltochten ging organiseren voor scholieren. In 1901 richtte Karl Fischer een officiële stichting op: Wandervogel - Commissie voor schoolreizen. Binnen de wandelgroepen werden veelvuldig volksliedjes gezongen, waarbij de liedbundel Der Zupfgeigenhansl (1909) een van de meest wijdverbreide liedboeken met Duitse volksliedjes werd.

## De Duitse Jeugdmuziekbeweging
De Duitse Jeugdmuziekbeweging (Jugendmusikbewegung of Singbewegung) was een muziekpedagogische stroming in de jaren 1920-1930, die werd beïnvloed door de Jongerenbeweging. Hun streven was om het zingen en het maken van muziek onder leken te bevorderen. In het middelpunt daarvan stonden traditionele Duitse volksliedjes.
De volksliedjes werden gezien als uiterst geschikt om te zingen, omdat het mondeling doorgegeven liedjes waren, bedoeld voor actieve zangbeoefening; omdat de liedjes door de eenvoudige teksten en herhaling snel mee te zingen waren; en omdat er geen instrumentale maten waren die zorgden voor pauzes in de zang (in volksliedjes worden instrumentale maten hooguit in zang nagebootst, met woorden als 'tralala' of 'faldera').
Rond 1900 was het in de kringen van de Wandervogel in gebruik geraakt om (tijdens wandeltochten) oude volksliedjes te zingen. Deze waren in de negentiende eeuw, onder invloed van de idealen van de Romantiek, uit de volksmond opgetekend, verzameld, en uitgegeven in liedboeken.
Daarbij kwam er ook belangstelling voor het gebruik van oude, eenvoudige instrumenten, zoals de blokfluit, de Duitse luit, de halsciter en de mandoline.
Invloedrijke personen binnen de Jugendmusikbewegung waren bijvoorbeeld de volksliedverzamelaar Hans Breuer, muziekpedagoog Georg Götsch, muziekleraar Walther Hensel, muziekpedagoog Fritz Jöde, muziekwetenschapper Jens Rohwer en muziekpedagoog Eduard Zuckmayer.

## De Bündische Jugend
De Bündische Jugend ontstond na de Eerste Wereldoorlog (dus rond 1918) en kwam voort uit de Wandervogel en de Padvinderij. De eerste kende een cultuur van de natuur in (wandeltochten, avontuur), idealen uit de Romantiek en een duidelijke groepsstructuur. Vanuit de Padvinderij kwamen een sterke organisatie, het dragen van uniformen en gebruik van vlaggen.
Door teleurstelling over de Eerste Wereldoorlog, raakten jongerengroepen politiek betrokken. Discipline, gehoorzaamheid, zelfdiscipline en een sterkere groepsstructuur werden belangrijk.
Onder de Bündische Jugend vielen groeperingen als de Deutsche Freischar, Bund Neudeutschland en de Jungenschaft.

## DeJugendbewegungna 1945

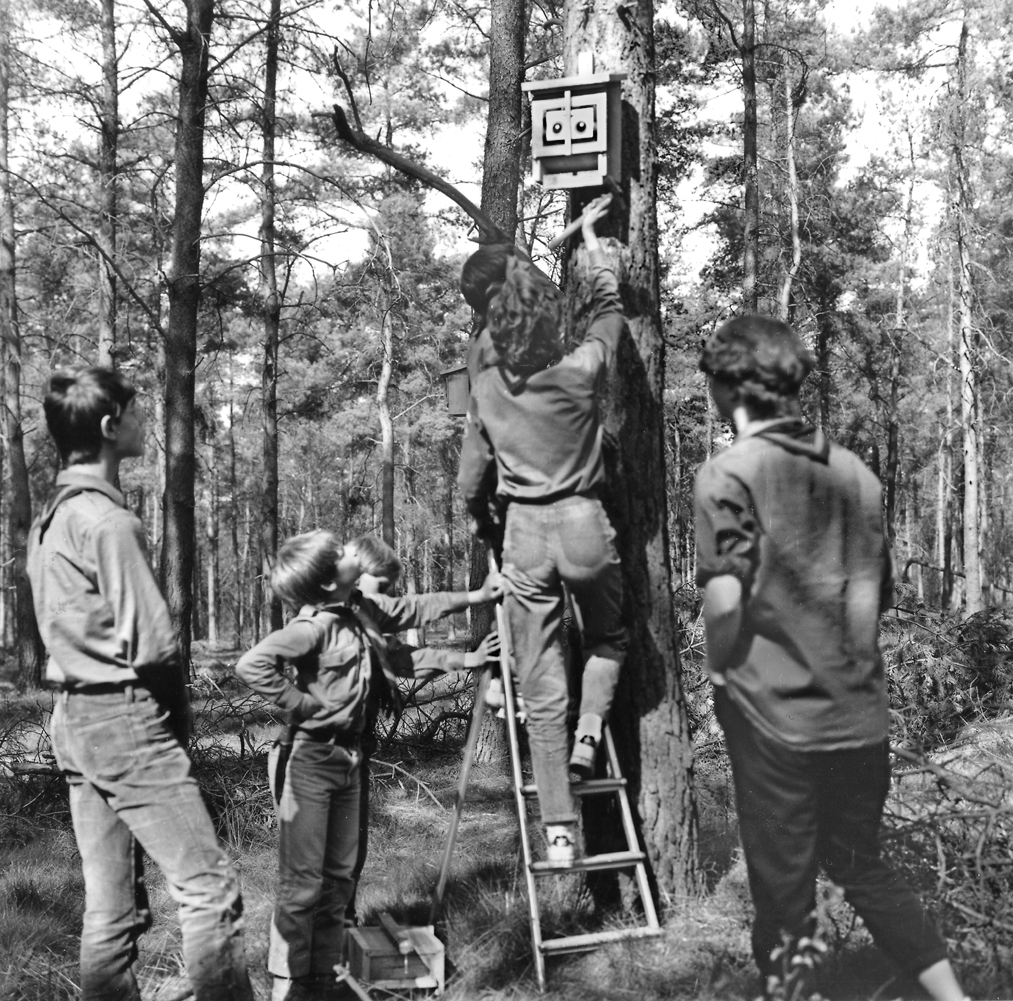
Leden van de Waldjugend hangen vleermuiskasten op (1984).

Er is onenigheid over de vraag of, of in hoeverre, de Duitse Jeugdbeweging nog voortleeft. In Oost-Duitsland bleven alle voormalige jeugdorganisaties na 1945 verboden, maar in West-Duitsland werden vele weer heropgericht. Het meest succesvol daarvan was de Padvinderij (Pfadfinderbewegung), hoewel bijvoorbeeld ook de Wandervogel en de Jungenschaft weer terugkwamen. Deze jongerenorganisaties verklaarden allemaal uitdrukkelijk hun steun aan de Grondwet voor de Bondsrepubliek Duitsland. Sommige historici meenden dat de Tweede Wereldoorlog het definitieve einde had betekend van de Jugendbewegung, maar de heropgerichte groepen beschouwden zichzelf als voortzetting ervan.
In 1963 werd het 50-jarige jubileum van de Ersten Freideutschen Jugendtages gevierd door 37 groeperingen en 3000 deelnemers. In 1966 werd de Ringes junger Bünde (RjB) opgericht als overkoepelende jongerenorganisatie, waarbij zo'n 20 organisaties zich aansloten.
Vele nieuwe verenigingen werden na 1945 opgericht. Hieronder bijvoorbeeld: 
- Christliche Arbeiterjugend (Katholische Arbeitnehmer-Bewegung)
- Kolpingjugend
- Katholische Landjugendbewegung (Katholische Landvolkbewegung)
- Christlicher Verein Junger Männer (CVJM - ontstaan uit de YMCA)
- Gewerkschaftsjugend
- Pfadfinderbünde
- Nerother Wandervogel
- Quickborn-Arbeitskreis
- Deutsche Waldjugend (Schutzgemeinschaft Deutscher Wald - 1957)
- FKK-Jugend (1953)
- Zugvogel, deutscher Fahrtenbund (1953)

In de DDR werd de Freie Deutsche Jugend (FDJ) (de 'vrije Duitse jeugd') als enige jongerenorganisatie toegestaan door de staatspartij (SED).